# Senegaltoko
Der Senegaltoko (Tockus kempi), frühere Bezeichnung Westlicher Rotschnabeltoko, ist eine afrikanische Vogelart aus der Familie der Nashornvögeln (Bucerotidae).
Der Vogel kommt in Senegambia bis Mali vor.
Die Art wurde früher als Unterart (Ssp.) des Rotschnabeltokos (Tockus erythrorhynchus) angesehen.

## Kennzeichen
Sie unterscheidet sich durch einen schwarzen unbefiederten Orbitalring, nicht cremegelb oder blass rosa, die Augen sind braun. Dieses schwarze Gesichtsmuster gilt als charakteristisch. (Aus der Originalbeschreibung, s. u.)
Die Art wird jetzt als eigenständig und als monotypisch angesehen. Allerdings ist in „Birds of the World“ noch keine separate Beschreibung der ehemaligen Unterarten verfügbar.
Das Artepitheton (kempi) bezieht sich auf Robert „Robin“ Kemp (1871–1949).

## Gefährdungssituation
Die Art ist bei BirdLife International bislang noch nicht beschrieben.